# Taffoni

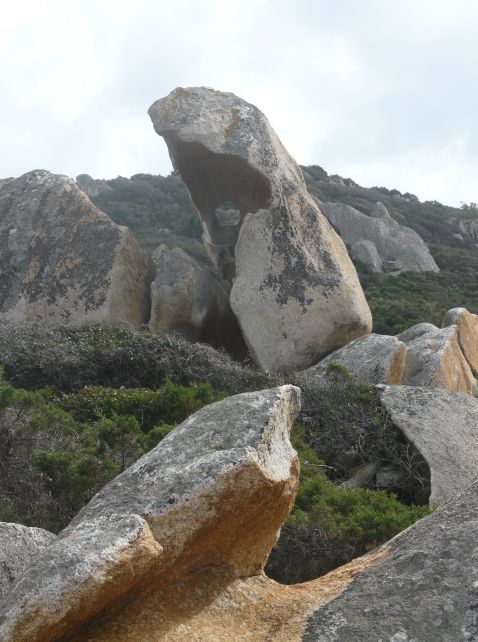
Taffoni en el sendero litoral de Campomoro-Senetosa, Córcega del Sur (Francia)

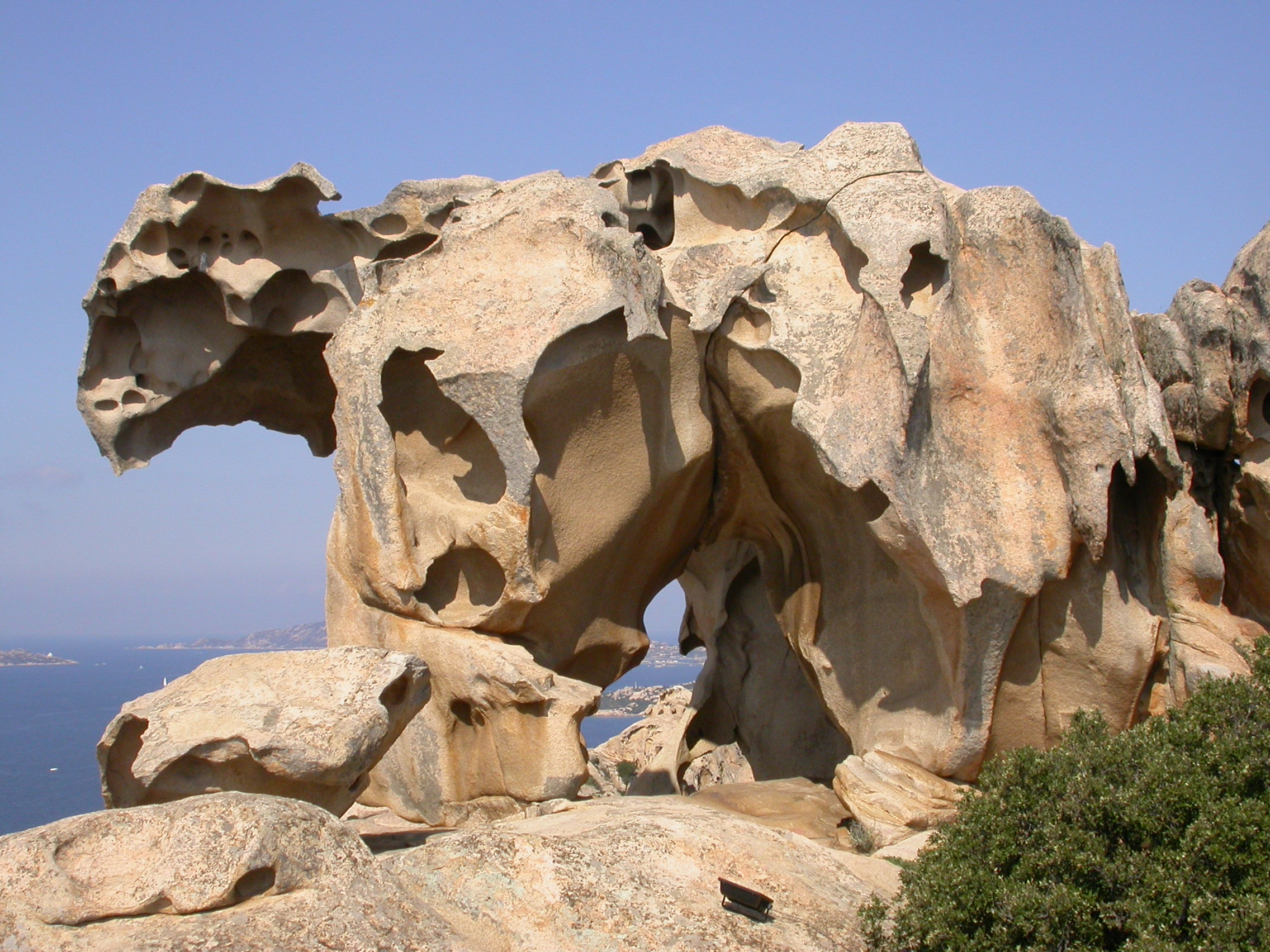
Capo d'Orso, en Cerdeña (Italia)

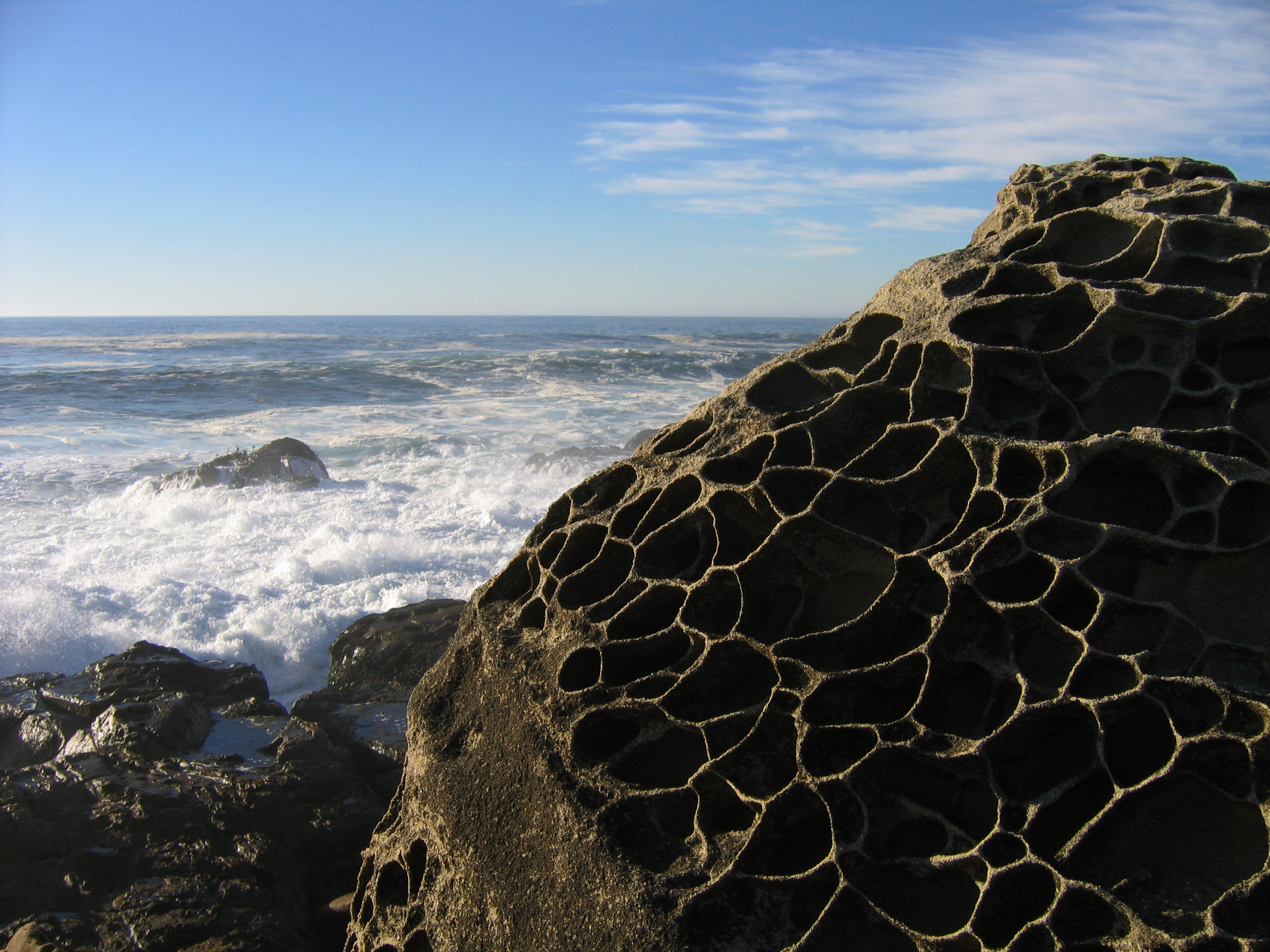
Panales de abeja en Salt Point State Park, condado de Sonoma (Estados Unidos)

Taffoni (o tafoni, palabra invariable), en geomorfología, designa una forma en cavidad o hueco redondeado, de un tamaño desde pocos centímetros a varios metros, tallada por la erosión en rocas cristalinas o arenisca, en climas secos o en algunas costas. Los tafoni se pueden encontrar en todas las áreas del mundo, pero son más comunes en las zonas marítimas, en las zonas áridas y en los desiertos.
Hay muchas explicaciones sobre el origen de los tafoni: erosión eólica (corrasión), erosión debido a las sales, diferencias en la cohesión interna y en la permeabilidad de la rocas, duración del período seco entre varios períodos húmedos, etc.
Este accidente se confunde a veces con los nidos de abeja, diferenciándose tanto en escala como en las condiciones de desarrollo: los taffoni tienen un volumen de unos pocos centímetros cúbicos hasta varios metros cúbicos, mientras que el panal de abeja es un conjunto de agujeros de orden centimétrico; y los taffoni parecen ser favorecidos por la presencia de humedad y sales, mientras que los nidos de abeja requieren una cierta predisposición estructural: la presencia de microfisuras en la roca, la distribución de minerales frágiles en grupos sobre los que forman los agujeros. A medida que crecen, los taffoni crean un microclima húmedo que favorece su crecimiento. Los nidos de abeja se convierten en nichos favorables para la instalación de microorganismos (líquenes), que, a su vez, agravan la meteorización.

## Etimología
La etimología de la palabra tafoni es incierta, pero se acepta que es de origen mediterráneo. Puede derivar del griego taphos, «tumba», o del corso taffoni, que significa «ventana», o de tafonare, «perforar». Incluso en siciliano, el término tafoni significa «ventana». La primera publicación en la que se encuentra el término tafoni es de 1882.

## Tafoni en Italia
En Italia se puede encontrar tafoni en Cerdeña, por ejemplo, en la isla de La Maddalena, donde son creados por la erosión del viento y por la sal marina que disgrega la roca, y en otras regiones, en particular donde se encuentra piedra arenisca.

## Galería de imágenes

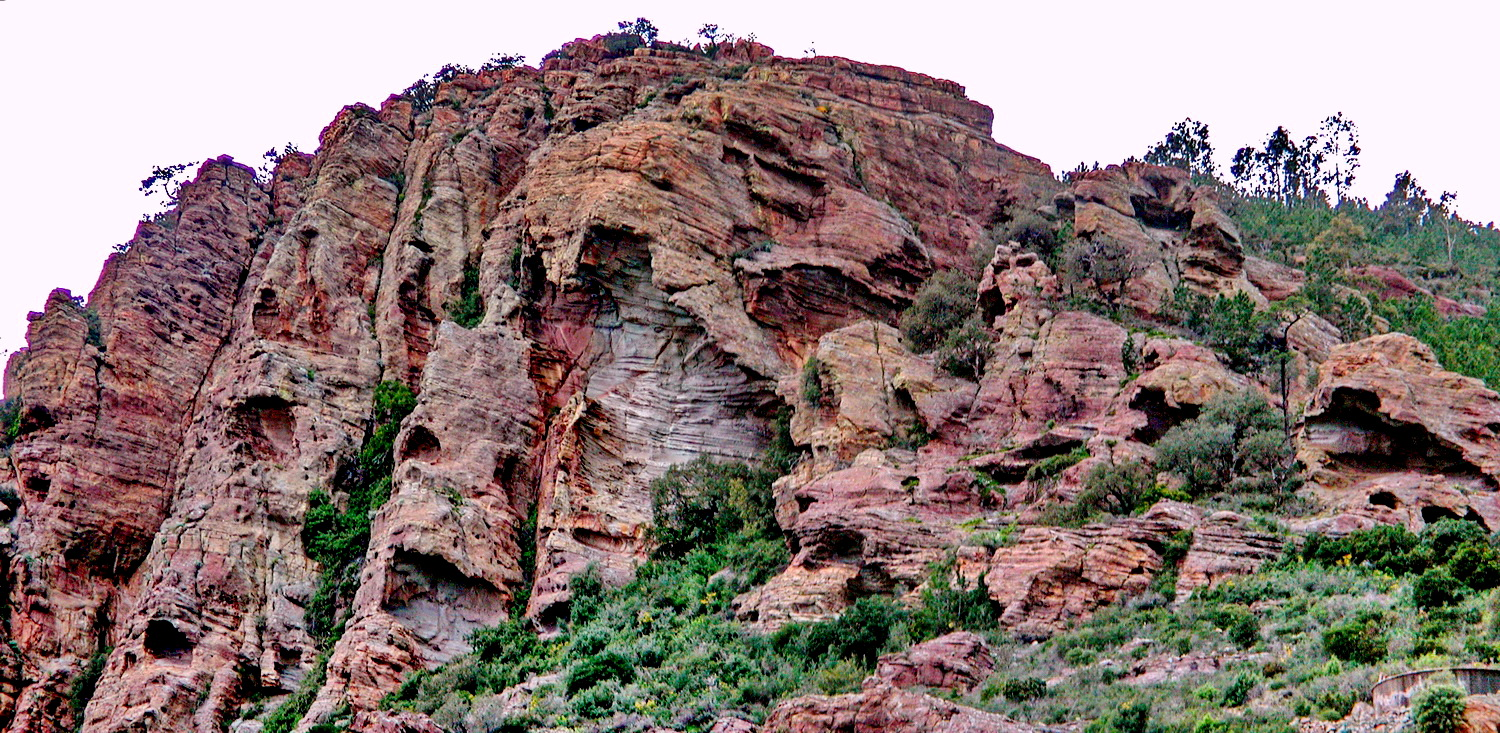
Taffoni en el macizo del Estérel en Théoule (rhyolite)
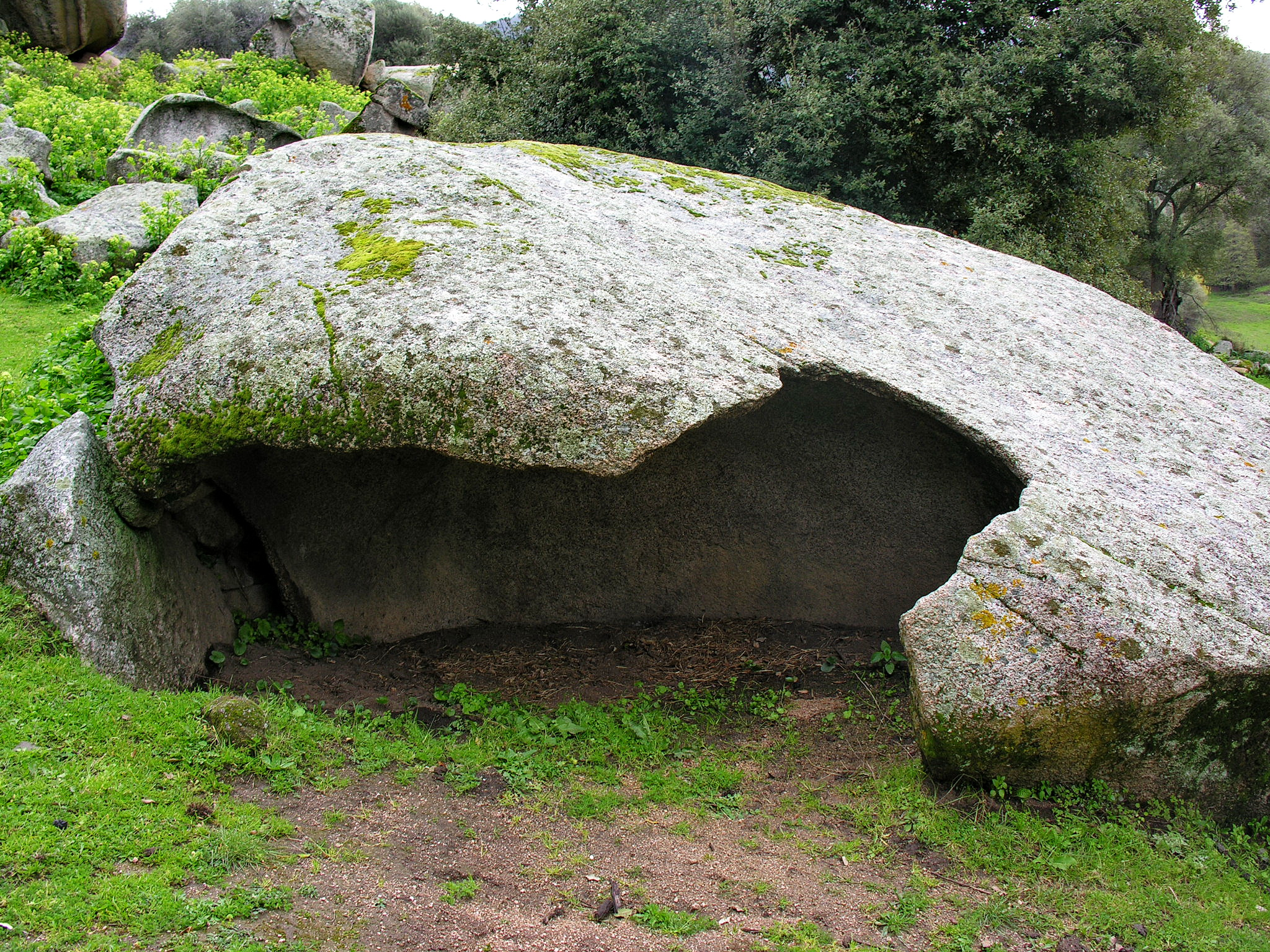
Taffoni en Filitosa en Córcega
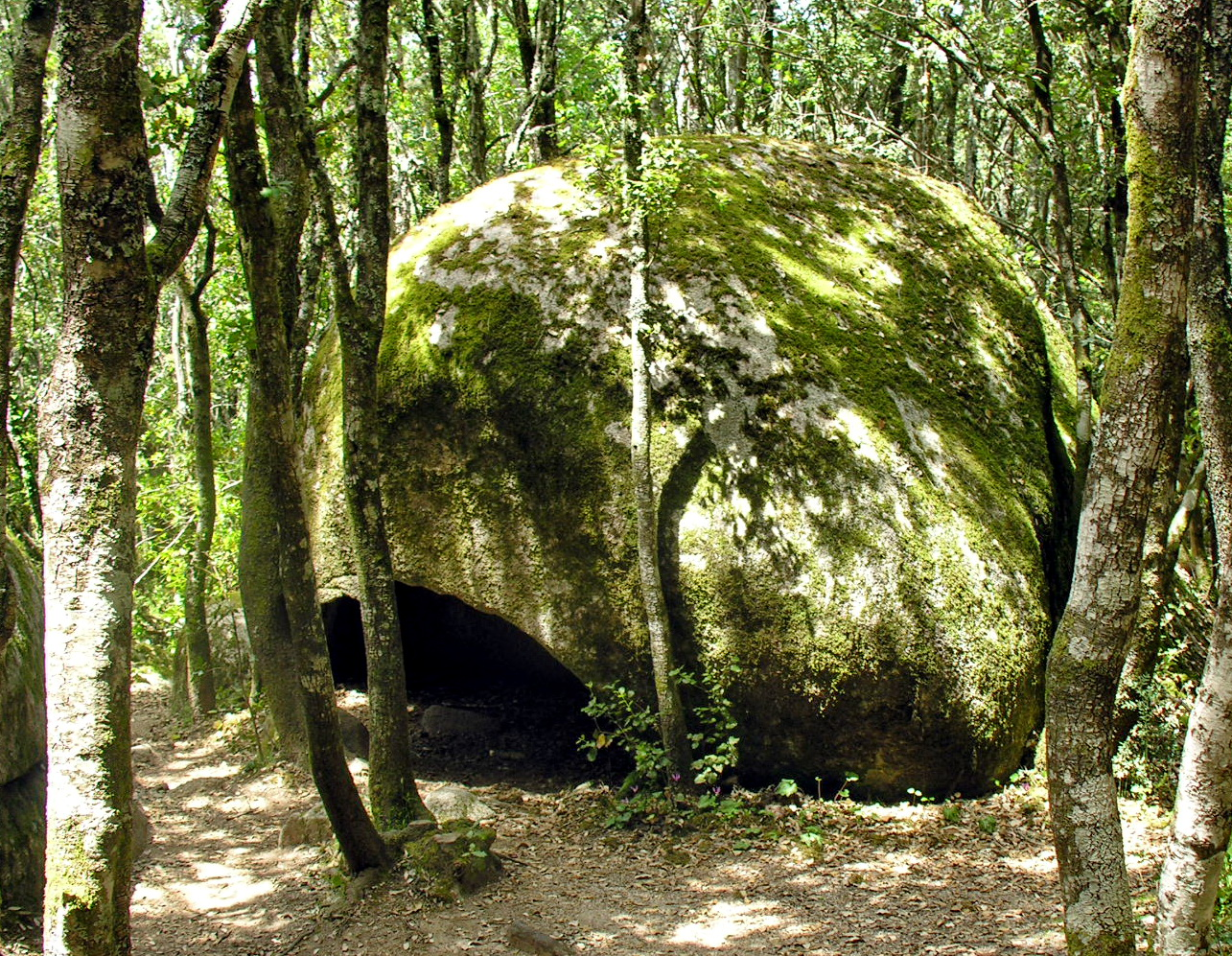
Taffoni en Córcega del Sur
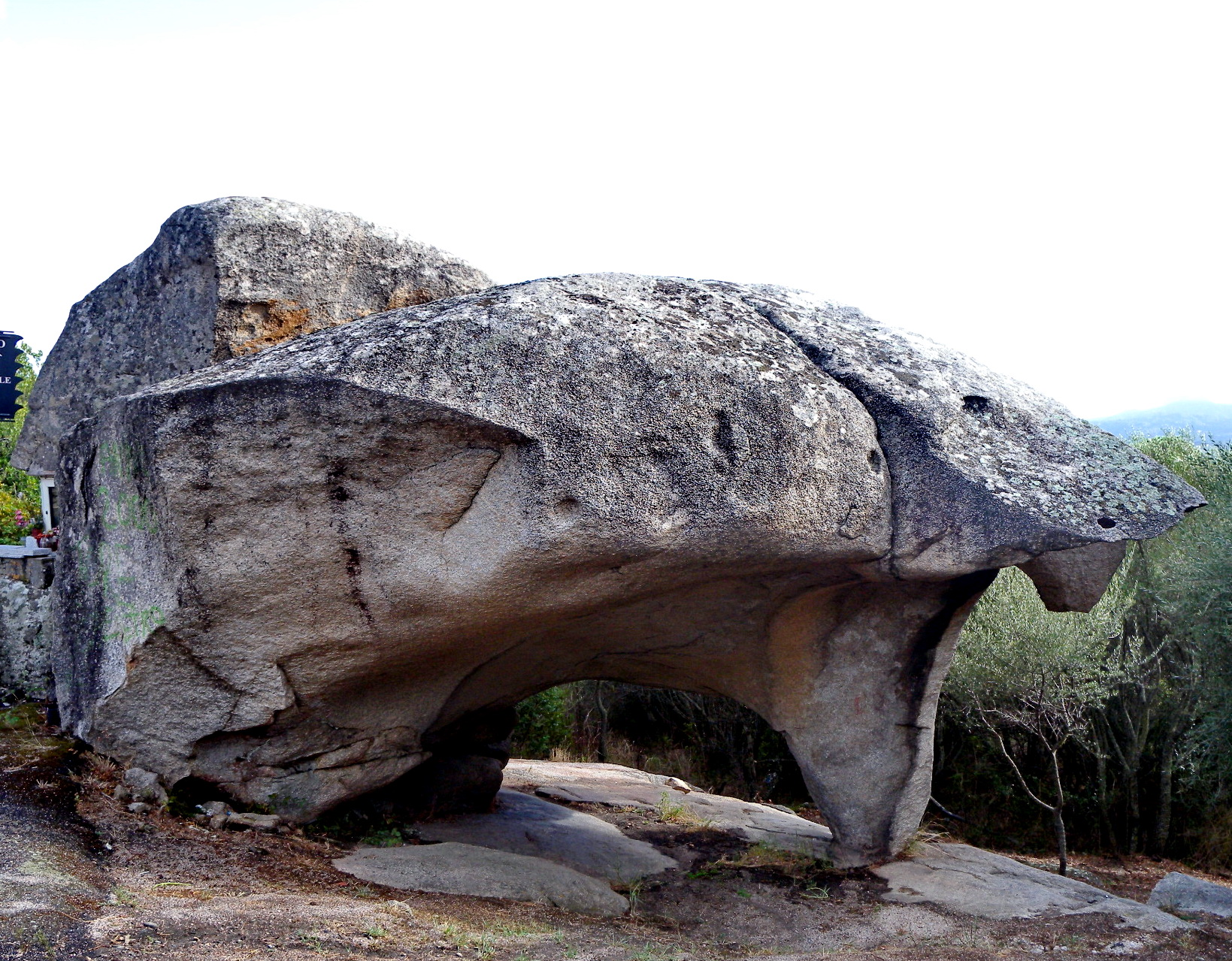
Taffoni en Arzachena, en Cerdeña